# زمین‌لرزه دوگانه
زمین‌لرزه‌های دوگانه یا به‌طور کلی‌تر زمین‌لرزه‌های چندگانه در لرزه‌شناسی به زمین‌لرزه‌های متعدد با شکل موج‌های تقریباً یکسان گفته می‌شد که از یک موقعیت یکسان پدید آمده باشند. امروزه این پدیده به‌صورت زمین‌لرزه منفردی مشخص می‌شود که دارای دو یا چند لرزه اصلی با بزرگای مشابه است و گاهی در عرض ده‌ها ثانیه رخ می‌دهد، اما گاهی با فاصله زمانی چندساله از هم جدا می‌شوند. شباهت بزرگای زمین‌لرزه –اغلب با اختلاف بزرگای ۰٫۴– این نوع زمین‌لرزه‌ها را از پس‌لرزه‌ها متمایز می‌کند که بزرگای آن‌ها در ابتدا حدود ۱٫۲ کمتر از لرزه اصلی است و به‌تدریج بزرگی و بسامد آن‌ها طبق قوانین شناخته‌شده کاهش می‌یابد.
زمین‌لرزه‌های دوگانه و چندگانه همچنین شکل‌موج‌های لرزه‌ای تقریباً یکسانی دارند که ناشی از یکسان‌بودن سطح گسیختگی و میدان تنش آن‌هاست؛ در حالی‌که پس‌لرزه‌ها ناشی از محیط پیرامون گسیختگی اصلی بوده و معمولاً منعکس‌کننده شرایط متنوع‌تری از مبدأ زمین‌لرزه است. رویدادهای لرزه‌ای چندگانه در میدان‌های کانونی (سطح گسیختگی) خود هم‌پوشانی دارند که طول آن در زمین‌لرزه‌های با بزرگی ۷٫۵، می‌تواند تا ۱۰۰ کیلومتر نیز برسد. زمین‌لرزه‌های دوگانه با زمین‌لرزه‌های چکانشی متفاوت هستند، زیرا در لرزه‌های چکانشی انرژی امواج لرزه‌ای باعث چکاندن یک زمین‌لرزه دور با سطح گسیختگی متفاوت می‌شود؛ هرچند گفته می‌شود که چنین تمایزی بیشتر از هر واقعیت فیزیکی، منعکس‌کننده یک طبقه‌بندی نادقیق است.
زمین‌لرزه‌های ۱۴۰۰ و ۱۴۰۱ خورشیدی در استان هرمزگان‌ ایران نمونه‌هایی از زمین‌لرزه‌های دوگانه به‌شمار می‌روند.